# Gibbovalva urbana
Gibbovalva urbana är en fjärilsart som först beskrevs av Edward Meyrick 1908.  Gibbovalva urbana ingår i släktet Gibbovalva och familjen styltmalar. Inga underarter finns listade i Catalogue of Life.